# Clematis pinnata
Clematis pinnata är en ranunkelväxtart som beskrevs av Carl Maximowicz. Clematis pinnata ingår i släktet klematisar, och familjen ranunkelväxter. Utöver nominatformen finns också underarten C. p. ternatifolia.